# Code Black (DJ)
Corey Soljan, född 30 juli 1987 i Sydney, är en australisk hardstyle-DJ och producent. Soljan är mest känd under sitt artistnamn "Code Black" och var tidigare medlem i hardstyle-duon Bioweapon med Audiofreq. Soljan har ökat sin popularitet runt om i världen, men främst i Nederländerna där han började sin solokarriär efter att Bioweapon-duon tog slut år 2011. Han har spelat på flera stora festivaler såsom Mysteryland, Tomorrowland, HardBass, Decibel, Euphoria och båda Defqon.1-festivalerna som hålls varje år i Nederländerna och Australien. Soljan producerar och spelar främst euphoric hardstyle på festivaler men även rawstyle.
Solokarriären tog fart när han skrev kontrakt med skivbolaget Fusion Records i slutet av 2011. Samma år släppte han låten "Red Planet" och hade stor framgång i genren. Men det var först efter Soljan släppte låten "Brighter Day" 2013 som karriären tog fart när låten hamnade på plats 28 i Dutch Dance Chart. 
År 2013 var Soljan listad som 15:e bästa DJ i den australiensiska "National Top 50 DJs"-listan. Samma år skrev han kontrakt med Brennan Hearts skivbolag "WE R Music". År 2014 listades Code Black för första gången i DJ Mags top 100 DJs worldwide, han fick plats 92 där han beskrevs som en "framkommande artist" av DJn Outbreak.
År 2015 återförenades duogruppen Bioweapon under en kort period.

## Diskografi

### 2018
- Sparks
- OI F#KN OI
- Smoke & Flame
- Echo Of Existence
- Before You Go
- Close the Door
- Never Be Forgotten

### 2017
- Wild Ones
- No Reality
- Together As One
- Worlds Collide
- Heart Like Mine
- Beat Cannon
- With the Wolves

### 2016
- See The Light
- Dragonblood (Defqon.1 Australia Anthem 2016)
- Are You Ready
- You've Got the Love

### 2015
- New World
- End Like This
- Triangle
- Kick It Up Now
- Predator

### 2014
- Accelerate (Official Xxlerator Anthem 2014)
- Tonight Will Never Die
- Unleash the Beast (Defqon.1 Australia Anthem 2014)
- Draw Me Closer

### 2013
- Brighter Day
- R.E.V.O.L.U.T.I.O.N. (Hard Bass 2013 Blue Anthem)
- I.N. C.O.N.T.R.O.L
- Pandora
- Feels Good
- Starting Over

### 2012
- About the Music
- Can't Hold Me Back
- Time Of Your Life (WiSH Outdoor Anthem 2012)
- Activated / Your Moment
- F.E.A.R.
- Get Ya Hands Up (Code Black Remix)
- Noisemaker (Code Black Remix)

### 2011
- Red Planet
- Visions